# Rhynchostegium fauriei
Rhynchostegium fauriei är en bladmossart som beskrevs av Jules Cardot 1912. Rhynchostegium fauriei ingår i släktet näbbmossor, och familjen Brachytheciaceae. Inga underarter finns listade i Catalogue of Life.